# サクセステック・アカデミー銃撃事件
サクセステック・アカデミー銃撃事件（サクセステック・アカデミーじゅうげきじけん）は、2007年10月10日に、アメリカ合衆国・オハイオ州クリーブランドにあるオルタナティブスクールでのサクセステック・アカデミーで発生した校内銃撃事件である。
実行犯は14歳の新入生のエイサ・H・クーン（Asa H. Coon）で、建物の4階で自殺するまでの間に、2人の生徒と2人の教師を銃撃した。

## 銃撃
2007年10月10日の午後1時少し前（以下、現地時間）、エイサは銃2丁（22口径リボルバーと38口径リボルバー）、各拳銃の銃弾を入れた箱、そして3本の折り畳みナイフで武装して5階建ての校舎に立ち入った。これらはすべてダッフルバッグに入っていた。身なりは、マリリン・マンソンのコンサートTシャツに黒のジーンズ、手の爪は黒で塗られていた。4階まで歩き、男子トイレに入って2丁の拳銃に銃弾を装填した。 
銃撃は校舎の4階で、午後1時6分ごろから始まった。最初に、14歳の生徒のマイケル・ピーク (Michael Peek) がエイサにぶつかられたため、エイサの顔面を殴った。マイケルが立ち去ったところで、エイサはマイケルの腹部を撃った。17歳の同じく生徒のダーネル・ロジャース (Darnell Rodgers) は、同じ廊下で撃たれ、弾丸は肘をかすめていった。社会科教師のマイケル・グラッシー (Michael Grassie) は、エイサが教室内に入ろうとしたときに、胸部を撃たれた。数学教師のデビッド・カチャドリアン (David Kachadourian) は、廊下で生徒を避難させていたところ、肩の後ろを撃たれた。銃撃の全過程で、エイサは罵り声を上げていたという。その後、エイサが別の部屋に入り、自身の頭部右側面を撃って、銃撃は終了した。
銃撃から間もなく、学校は緊急措置として封鎖された。

### 被害者
銃撃事件で4人が負傷した。2人の生徒と2人の教師である。教師2人はメトロヘルス・メディカル・センター (MetroHealth Medical Center) で治療を受け、生徒2人はレインボー小児病院 (Rainbow Babies ＆ Children's Hospital) で治療を受けた。また、14歳の生徒1人が、避難する生徒たちに踏みつけられたことによる膝と背中の怪我で入院した。5人とも数日以内に退院した。

### 動機
エイサは、神の存在についての別の生徒と口論が原因で、事件の2日前に3日間の停学処分を受けていた。エイサの叔父であるラリー・ルーニー (Larry Looney) によれば、エイサは教師がその口論ついての彼の言い分を聞いてくれなかったため怒っていたという。同級生と複数の教師によると、エイサはゴシック・ファッションと風変わりな立ち振る舞いのために、学校で他の生徒からいじめを受けており、銃撃の前の週には生徒と教師の前で暴力的な脅迫をしていたという。エイサの友人であるジョセフ・フレッチャー (Joseph Fletcher) は、彼は「追いつめられていた」と言っており、教師らは彼の悩みを解決できなかったという。エイサの教師の一人であり、今回撃たれたマイケル・グラッシーは、クーンは世界史で不合格の成績を与えられたため苛立ち、グラッシーを挑発して喧嘩を仕掛けようとしていたと語った。少年裁判所の記録によると、2005年以来、エイサには犯罪歴と精神面での問題があり、2006年夏に精神療養施設にいた際には自殺をほのめかしていた。

## 事後
事件発生のおよそ2時間後となる午後2時50分に、クリーブランド市長のフランク・G・ジャクソン (Frank G. Jackson) が会見を行い、サクセステックアカデミーの銃撃事件で生徒3人を含む5人が負傷したことを発表した。また、うち4人は銃で撃たれたものの、生徒は「安定」状態にあり、大人はより「重い」状態にあるとも発表した。
クリーブランドメトロポリタン学区 (Cleveland Metropolitan School District) 内の学校は2日間休校となり、15日から再開された。事件のあったサクセステック・アカデミーでも16日から授業が再開された。クリーブランドの公立学校システムは、生徒の危険な行動を報告するための匿名ホットラインを設けた。また、クリーブランド内のすべての公立学校に金属探知機を設置し、キャンパスをパトロールするための武装警備員を雇う計画を発表した。これらの計画には330万ドルの費用がかかるとみこまれている。